# توژون
توژون (به انگلیسی: Thujone) یک ترکیب شیمیایی با شناسه پاب‌کم ۲۶۱۴۹۱ است.